# Ochii care nu se văd
Ochii care nu se văd este un film românesc din 1994 regizat de Dan Necșulea. Rolurile principale au fost interpretate de actorii Ilinca Tomoroveanu, Virgil Andriescu, Raluca Penu.

## Distribuție
Distribuția filmului este alcătuită din:
- Ilinca Tomoroveanu — Smaranda
- Mariana Buruiană — Irina
- Mircea Albulescu — Iancu
- Eugenia Bosînceanu — Bunica
- Raluca Penu — Roxana
- Virgil Andriescu — Mircea
- Ana Ciontea — Niculina
- Răzvan Vasilescu — Radu
- Adrian Păduraru — Marius
- Rodica Popescu Bitănescu
- Catrinel Paraschivescu — Manuela
- Dana Mladin — Ica, copil
- Mihai Voicu — Răzvan
- Dodi Caian Rusu — doamna în vârstă de la cămin
- Dorina Done — muncitoarea mai în vârstă
- Violeta Berbiuc
- Monica Modreanu
- Ilarion Ciobanu — Bunicul
- Constantin Codrescu — Pictorul Petrișan
- Ileana Stana Ionescu — Mama lui Marius
- Traian Stănescu — Suru
- Vistrian Roman
- Maria Ploae — Mara
- Marcel Iureș — Paul
- Adriana Trandafir — Nebuna
- Adrian Pintea
- Vlad Rădescu — Codoșul
- Constantin Diplan
- Sebastian Papaiani — Lăutarul
- Ilie Gheorghe — Vasiliu
- Bogdan Uritescu
- Marian Ghenea — Adrian
- Manuela Hărăbor — Ica
- Irina Movilă
- Victoria Mierlescu
- Oliver Toderiță - Detectiv
- Matei Alexandru - Procuror